# عادل أمين
عادل أمين (20 أكتوبر 1935 - 26 نوفمبر 2018) هو ممثل مصري من مواليد الإسكندرية. كانت بدايته في أواخر فترة السبعينيات من القرن العشرين، ثم بدأ بروزه في ثمانينيات القرن المذكور بأدوار بسيطة مثل دوره في مسلسل رحلة السيد أبو العلا البشري. انطلاقته القوية جائت من خلال دوره المميز في مسلسل رأفت الهجان (الجزء الأول) عام 1987 بتجسيد شخصية اليهودي "عزرا"، ثم ليالي الحلمية في دور طلعت الشماشرجي وقد شارك في جميع أجزاء المسلسل، وبعدها في دور عتوقه في مسلسل أرابيسك، من بطولة صلاح السعدني. ومن ثم توالت أعماله الفنية خاصة التلفزيونية.
توفي في مستشفى دار الشفاء بالقاهرة صباح يوم 26 نوفمبر 2018، عن عمر ناهز 83 عامًا إثر مرضه.

## روابط خارجية
- عادل أمين على موقع الدهليز
- عادل أمين على موقع قاعدة بيانات الأفلام العربية